# Kosice Challenger 2003
Il Kosice Challenger 2003, noto come Exim Agmedia Open 2003 per motivi di sponsorizzazione, è stato un torneo di tennis facente parte della categoria ATP Challenger Series nell'ambito dell'ATP Challenger Series 2003. Il torneo si è giocato a Košice in Slovacchia dal 1° al 6 luglio 2003 su campi in terra rossa.

## Vincitori

### Singolare
Rubén Ramírez Hidalgo ha battuto in finale  Tomáš Zíb con il punteggio di 6–3, 4–6, 6–4

### Doppio
Lucas Arnold Ker /  Mariano Hood hanno battuto in finale  Salvador Navarro /  Rubén Ramírez Hidalgo che si sono ritirati sul punteggio di 2-1